# Paris-France (detailhandelsbedrijf)
Parijs-Frankrijk was een Frans distributiebedrijf. Vanaf 1898 exploiteerde het warenhuizen in veel Franse steden. In 1955 creëerde ze samen met de Magasins Réunis een gezamenlijk inkoopcentrale, Parunis, en ging onder deze naam populaire winkels exploiteren. Vanaf 1971 zocht Radar, een keten van hypermarchés toenadering tot Paris-France.
In 1979 deed warenhuisketen Printemps een overnamebod op Paris-France, maar dit werd tegengewerkt door Radar, dat het jaar daarop de controle over het bedrijf en zijn dochterondernemingen overnam. De vestigingen van Aux Dames de France, de vestigingen van Au Capitole, het warenhuisbedrijf Grands Magasins uit Rennes, de warenhuizen A la Riviera, Champenoise de Grands Magasins, de Grand Bazar de Toulouse, Aux Trois-Quartiers, Madelios, Magmod werden overgenomen, waarmee de onderneming in totaal 32 warenhuizen en 23 winkels exploiteerde.
Met het verdwijnen van Radar als distributiebedrijf omdat het was omgevormd tot een financiële holding, werden de warenhuizen die voorheen als Paris-France werden geëxploiteerd, verkocht aan Galeries Lafayette, die ze onder deze naam verder exploiteerde. Een aantal winkels werd omgenaamd naar Monoprix.